# Józef Ligęza
Józef Ligęza (ur. 1936) – polski artysta fotograf, uhonorowany tytułem Artiste FIAP (AFIAP). Członek rzeczywisty Okręgu Dolnośląskiego Związku Polskich Artystów Fotografików. Członek Katowickiego Towarzystwa Fotograficznego.

## Życiorys
Józef Ligęza z wykształcenia jest ekonomistą. W czasie studiów w Wyższej Szkole Ekonomicznej w Katowicach – założył Koło Miłośników Fotografii, w Domu Studenta w Ligocie. Tam też miał swoją pierwszą indywidualną wystawę fotografii o życiu studentów. Po studiach był członkiem Katowickiego Towarzystwa Fotograficznego – przez 17 lat. W tym czasie (i w czasie późniejszym) uczestniczył w wielu wystawach fotograficznych, krajowych i międzynarodowych – organizowanych (m.in.) pod patronatem Międzynarodowej Federacji Sztuki Fotograficznej FIAP, zdobywając wiele akceptacji, nagród, medali, wyróżnień, dyplomów i listów gratulacyjnych. Jest stypendystą Ministerstwa Kultury i Sztuki.
Pokłosiem udziału w Międzynarodowych Salonach Fotograficznych (pod patronatem FIAP) było przyznanie Józefowi Ligęzie tytułu honorowego – Artiste FIAP (AFIAP), w 1985 roku. W 1977 roku został przyjęty w poczet członków Okręgu Dolnośląskiego Związku Polskich Artystów Fotografików (legitymacja nr 452). Szczególnym (podstawowym) tematem w fotografiach Józefa Ligęzy jest człowiek i jego egzystencja. W 1985 roku jego biografię umieszczono w Międzynarodowej Encyklopedii Fotografów, wydanej przez Oficynę Editions Camera Obscura.
Prace Józefa Ligęzy znajdują się w zbiorach Muzeum Historii Katowic (zbiór około 400 fotografii, przekazany w 2016 roku).

## Odznaczenia
- Medal 150-lecia Fotografii (1989)[10].